# Dabar (Otočac)
Dabar je naselje u Hrvatskoj, u Ličko-senjskoj županiji. 

## Zemljopis
U sastavu je grada Otočca, smješteno u Dabarskoj dolini sjeverno od Gackog polja i južno od planinskog lanca Male Kapele.
Na sjevernom rubu naselja Dabar klima je planinska, dok južni ili donji dio imaju osobine predplaninske klime.

## Povijest
U glagoljskom Dabarskom brevijaru iz 1379. godine spominju se i druga mjesta u okolici Dabra, kojih danas nema. Ime naselja potječe iz Srednjeg vijeka kada su u njemu živjela plemena Dabran i Zagorac. U 14. stoljeću Frankapani su sagradili dabarsku utvrdu. Početkom 16. stoljeća stanovništvo se počinje iseljavati iz tog kraja i u to doba Dabar je utvrđeni grad kod kojeg su Otočani 1527. godine potukli Turke. Navodno se tada teško ranjeni zapovjednik turske vojske Osman-aga sakrio u šuplju bukvu, gdje je pronađen mrtav i po njemu je Osmanagino polje navodno dobilo naziv.
Dabar je 1991. godine s okolnim naseljima za vrijeme Domovinskog rata teško stradao.

## Stanovništvo
Naselje Dabar ima katoličku župnu crkvu i župno je središte tog kraja, te urbano središte s Mjesnim Odborom koji obuhvaća podkapelske zaseoke u sklopu grada Otočca.
- 2001. – 207
- 1991. – 596 (Srbi – 347, Hrvati – 229, Jugoslaveni – 6, ostali – 14)
- 1981. – 743 (Srbi – 445, Hrvati – 277, Jugoslaveni – 12, ostali – 9)
- 1971. – 1.058 (Srbi – 611, Hrvati – 436, Jugoslaveni – 1, ostali – 10)[4]

| broj stanovnika | 2030  | 2179  | 1908  | 2202  | 2470  | 2328  | 2068  | 2052  | 1700  | 1511  | 1325  | 1058  | 743   | 596   | 207   | 118   | 59    |
|                 | 1857. | 1869. | 1880. | 1890. | 1900. | 1910. | 1921. | 1931. | 1948. | 1953. | 1961. | 1971. | 1981. | 1991. | 2001. | 2011. | 2021. |

## Spomenici i znamenitosti
U Dabru je 1730. godine sagrađena crkva sv. Mihovila, a župa je ustanovljena 1807. godine. Prije osnutka katoličke župe bila je ondje kapelanija koja je pripadala otočkoj župi.

## Šport
- Lovačko društvo Orao
- Ribolovno društvo Jaruga

## Vanjske poveznice
- Portal Dabra  Arhivirana inačica izvorne stranice od 3. prosinca 2007. (Wayback Machine)